# 50a Mostra Internacional de Cinema de Venècia
La 50a Mostra Internacional de Cinema de Venècia es va celebrar entre el 31 d'agost i l'11 de setembre de 1993.

## Jurat
El jurat de la Mostra de 1993 va estar format per:
- Peter Weir (president)
- Mohamed Camara
- Carla Gravina
- James Ivory
- Kaige Chen
- Nelson Pereira dos Santos
- Abdulah Sidran
- Giuseppe Tornatore

## Selecció oficial

### En competició
| Títol original                | Director(s)            | País de producció                           |
| ----------------------------- | ---------------------- | ------------------------------------------- |
| Un, deux, trois, soleil       | Bertrand Blier         | França                                      |
| Hélas pour moi                | Jean-Luc Godard        | França                                      |
| Bad Boy Bubby                 | Rolf de Heer           | Austràlia/ Itàlia                           |
| Za zui zi                     | Liu Miaomiao           | R.P. de la Xina                             |
| Rozmowa z człowiekiem z szafy | Mariusz Grzegorzek     | Polònia                                     |
| Dangerous Game                | Abel Ferrara           | Itàlia/ Estats Units                        |
| Even Cowgirls Get the Blues   | Gus Van Sant           | Estats Units                                |
| Aqui na Terra                 | João Botelho           | Portugal/ Regne Unit                        |
| De eso no se habla            | María Luisa Bemberg    | Argentina/ Itàlia                           |
| Kosh ba kosh                  | Bakhtyar Khudojnazarov | Tadjikistan/ Rússia/ Suïssa/ Alemanya/ Japó |
| La prossima volta il fuoco    | Fabio Carpi            | Itàlia/ França/ Suïssa                      |
| ¡Dispara!                     | Carlos Saura           | Espanya/ Itàlia                             |
| L'ombre du doute              | Aline Issermann        | França                                      |
| Short Cuts                    | Robert Altman          | Estats Units                                |
| Un'anima divisa in due        | Silvio Soldini         | Itàlia/ Suïssa/ França                      |
| You Cheng                     | Clara Law              | Hong Kong                                   |
| Trois couleurs : Bleu         | Krzysztof Kieślowski   | França/ Polònia/ Suïssa                     |
| Dove siete? Io sono qui       | Liliana Cavani         | Itàlia                                      |

### Fora de competició
- The Age of Innocence (Martin Scorsese)
- A Bronx Tale (Robert De Niro)
- Parc Juràssic (Steven Spielberg)
- Il segreto del bosco vecchio (Ermanno Olmi)
- Manhattan Murder Mystery (Woody Allen)

### Projeccions especials
- Pursued (restaurada, Raoul Walsh)
- La naissance de l'amour (Philippe Garrel)
- Johnny Guitar (restaurada, Nicholas Ray)
- Donersen Islic Cal (Orhan Oguz)
- High Boot Benny (Joe Comerford)
- Sono Kido Wo Tohtte (Kon Ichikawa)
- Searching for Bobby Fischer (Steven Zaillian)
- Fermière à Montfaucon (Éric Rohmer)
- L'Arbre, le maire et la médiathèque (Éric Rohmer)
- Vigyazok (Sándor Sára)
- The Hollow Men (Joseph Kay i John Yorick)
- La estrategia del caracol (Sergio Cabrera)
- Succede un quarantotto (Nicola Caracciolo i Valerio E. Marino)

### Nits venecianes
- L'Enfant lion (Patrick Grandperret)
- Posse (Mario Van Peebles)
- La madre muerta (Juanma Bajo Ulloa)
- In the Line of Fire (Wolfgang Petersen)
- Diki Vostok (Rachid Nougmanov)
- What's Love Got to Do with It (Brian Gibson)
- The Fugitive (Andrew Davis)
- Boxing Helena (Jennifer Chambers Lynch)
- Kalifornia (Dominic Sena)
- Dave (Ivan Reitman)
- Quattro bravi ragazzi (Claudio Camarca)

### Finestra sobre imatges
- Zeit Der Goetter (Lutz Dammbeck)
- Hercules Returns (David Parker)
- Terre d'Avellaneda (Daniele Incalcaterra)
- Strapped (Forest Whitaker)
- Children of Fate: Life and Death in a Sicilian Family (Andrew Young and Susan Todd)
- 80 Mq (C.Calvi, D.Castelli, L.D' Ascanio, L. Manfredi, I.Agosta)
- Lettre pour l... (Roman Goupil)
- Manhattan by Numbers (Amir Naderi)
- Utopia, utopia, per piccina che tu sia (Umberto Marino)
- Thirty Two Short Films About Glenn Gould (François Girard)
- Metisse (Mathieu Kassovitz)
- Bells from the Deep (Werner Herzog)
- Memories & Dreams (Lynn Maree Milburn)
- The Clean Up (Jane Weinstock)
- Echoes of Time (Ian Rosenfeld)
- L'écriture de Dieu (H.P.Schwerfel)
- Der Fenster Putzer (Veit Helmer)
- Le jour du bac (Thomas Bardinet)
- The Obit Writer (Brian Cox)
- Oreste a Tor Bella Monaca (Carolos Zonars)
- Otonal (Maria Novaro)
- Swan Song (Kenneth Branagh)

## Seccions autònomes

### Setmana de la Crítica del Festival de Cinema de Venècia
Les següents pel·lícules foren exhibides com en competició per a aquesta secció:
- Il Tuffo de Massimo Martella [5]
- Le fils du requin d'Agnès Merlet
- Yue guang shao nian de Yu Wei-Yen [6]
- Neues Deutschland de Philip Gröning, Uwe Janson, Gerd Kroske, Dani Levy, Maris Pfeiffer
- Public Access de Bryan Singer
- Suppli de Vincenzo Verdecchi [7]
- Touchia de Rachid Benhadj

## Premis
- Lleó d'Or:
  - Short Cuts (Robert Altman)

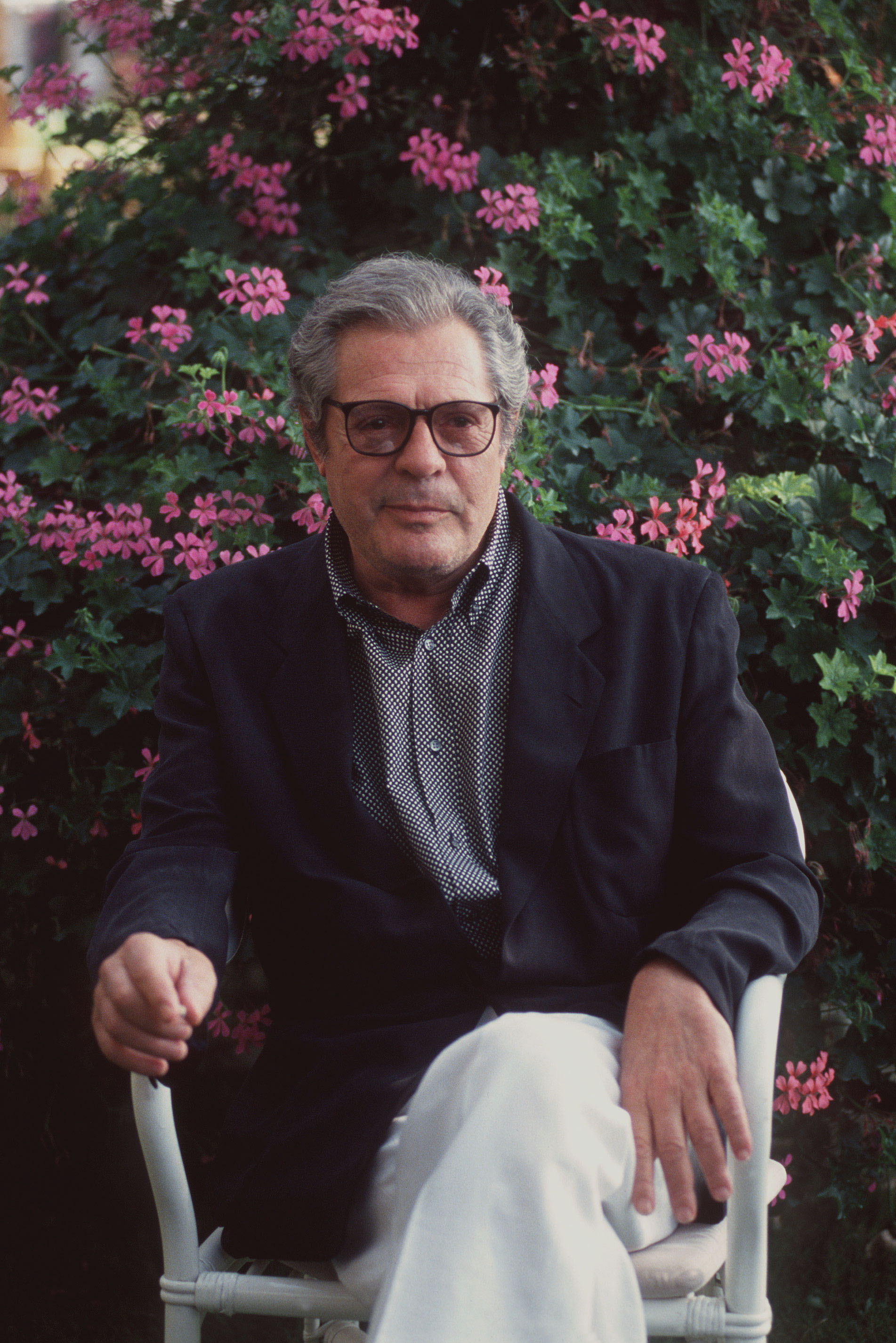
Marcello Mastroianni, Copa Volpi al millor actor secundari

  - Trois Couleurs: Bleu (Krzysztof Kieślowski)
- Lleó d'Argent:
  - Kosh ba kosh (Bakhtyar Khudojnazarov)
- Premi Especial del Jurat:
  - Bad Boy Bubby (Rolf de Heer)
- Premi Osella:
  - Millor guió: Slawomir Idziak (Trois Couleurs: Bleu)
  - Millor música: Cheb Khaled (Un, deux, trois, soleil)
- Volpi Cup:
  - Millor actor: Fabrizio Bentivoglio (Un'anima divisa in due)
  - Millor actriu: Juliette Binoche (Trois Couleurs: Bleu)
  - Millor actor secundari: Marcello Mastroianni (Un, deux, trois, soleil)
  - Millor actriu secundària: Anna Bonaiuto (Dove siete? Io sono qui)
  - Millor repartiment conjunt: Short Cuts
- Medalla d'Or del President del Senat Italià:
  - Za zui zi (Liu Miaomiao)
- Lleó d'Or a la carrera:
  - Claudia Cardinale
  - Robert De Niro
  - Roman Polanski
  - Steven Spielberg
- Premi Pietro Bianchi:
  - Suso Cecchi d'Amico
- Premi Elvira Notari:
  - The Age of Innocence (Martin Scorsese)
- Gran Premi de l'Acadèmia Europea:
  - Un, deux, trois, soleil (Bertrand Blier)
- Premi AIACE:
  - La donna del moro (Mauro Borrelli)
  - Fuori da Qui (Alessandro Tannoia)